# Arabe du Golfe
L’arabe du Golfe (en arabe : لهجة خليجية, lahjat khalîjîa) est une famille de dialectes arabes parlés dans le Golfe Persique, principalement en Arabie saoudite, à Bahreïn, aux Émirats arabes unis, au Koweït, à Oman, au Qatar, mais également par les bédouins de l'Irak et de la Jordanie.

## Description
L'arabe du Golfe est très proche de l'arabe littéral, dont il tire une grammaire simplifiée. Cependant, il se distingue par des influences bédouines dans la prononciation :
- la kâf (ﻙ) est souvent prononcée tch ou dans certaines régions ch ;
  - Exemples : kalb (chien) est prononcé tchalb ou chalb, kabîr (grand) tchabîr, chabîr, ou encore chibîr, min faḍlik (s'il te plaît) min faḍlich ou min faḍlitch...
- la qâf (ﻕ) de l'arabe littéral est très souvent remplacée par le son g, et parfois j. Prononcer délibérément la qâf est le signe d'un langage volontairement soutenu, le g étant plus neutre, et le j plus familier ;
  - Exemple : qadîm (vieux) est souvent prononcé gadîm, ou plus familièrement jidîm.
- la jîm (ﺝ) est parfois prononcée y, ou g dans certaines régions d'Oman ;
  - Exemple : jadîd (nouveau) est parfois prononcé yadîd ou yidîd.
- principalement au Qatar et à Bahreïn, la thâ’ (ﺙ) est remplacé par f, et la dhâl (ﺫ) par un d ;
  - Exemple : thalâtha (trois) et hâdhi (ceci) se prononcent parfois respectivement falâfa, et hâdi.
- il arrive que les lettres emphatiques ḍâd (ﺽ) et ẓâ’ (ﻅ) soient confondues ;
  - Exemple : ḍârab (il a tapé) et ẓûhr (midi) seront prononcés par certains locuteurs ẓârab et ẓûhr, tandis que d'autres privilégient le ḍâd en prononçant ḍârab et ḍûhr.
- certains mots féminins qui finissent normalement par une tâ’ marbûṭa (ﺓ) en arabe littéral sont prononcés sans cette dernière.
  - Exemple : samakah (poisson) se prononce samak (ou samatch ou samach), et dajâjah (poule) se prononce dajâj.